# 科羅什卡地區奇爾納
科羅什卡地區奇爾納（發音：[ˈtʃə́ɾna na kɔˈɾóːʃkɛm]），是斯洛維尼亞北部科罗什卡地区奇尔纳市镇内的城鎮及其行政中心。位於斯洛文尼亞卡林西亞傳統地区，靠近與奧地利的邊界。城镇面积为7.5平方公里，2020年人口数量为2,201人。自2005年以來，包括在范围更大的科羅統計區内。

## 外部連結
- 科罗什卡地区奇尔纳市镇官方网站 （页面存档备份，存于） （斯洛文尼亚文）
- Črna na Koroškem on Geopedia （页面存档备份，存于）